# Buculatrícids
Els buculatrícids (Bucculatricidae) són una família de lepidòpters ditrisis de la superfamília dels gracil·larioïdeus (Gracillarioidea). Aquesta petita família té representants en totes les parts del món. Abans aquest grup se situava com una subfamília (Bucculatricinae) de la família Lyonetiidae.
Els adults d'aquesta família són fàcilment identificables, sent petits amb ales estretes amb les quals s'emboliquen el cos quan descansen. Les larves en els seus estadis primerencs són minadors de fulles, formant unes taques de color marró característics. Quan són més grans normalment s'alimenten de les fulles en la superfície. Moltes espècies tenen una planta hoste específica. Els capolls de la pupa tenen unes arestes longitudinals característiques, la qual cosa fa que es denominin als membres de la família com a constructors de capolls amb arestes.

## Taxonomia
Inclou 4 gèneres i 297 espècies, la majoria dins el gènere Bucculatrix:
- Bucculatrix absinthii Garton 1865
- Bucculatrix acerifolia Heinrich 1937
- Bucculatrix acerifoliae Heinrich 1937
- Bucculatrix acrogramma Meyrick 1919
- Bucculatrix adelpha Braun 1963
- Bucculatrix agilis Meyrick 1920
- Bucculatrix agnella Clemens 1860
- Bucculatrix ainsliella Murtfeldt 1905
- Bucculatrix alaternella Constant 1889
- Bucculatrix albaciliella Braun 1910
- Bucculatrix albedinella Zeller, 1839
- Bucculatrix albella Chambers 1877
- Bucculatrix albella Stainton 1867
- Bucculatrix albertiella Busck 1909
- Bucculatrix albicapitella Chambers 1875
- Bucculatrix albigutella Milliére 1886
- Bucculatrix albipedella Hofmann 1874
- Bucculatrix alpina Frey 1870
- Bucculatrix althaeae Busck 1919
- Bucculatrix amara Meyrick 1913
- Bucculatrix ambrosiaefoliella Chambers 1875
- Bucculatrix amiculella Zeller 1897
- Bucculatrix anaticula Braun 1963
- Bucculatrix andalusica Deschka 1980
- Bucculatrix angustata Frey and Boll 1876
- Bucculatrix angustisquamella Braun 1925
- Bucculatrix anthemidella Deschka 1972
- Bucculatrix anticolona Meyrick 1913
- Bucculatrix argentisignella Herrich-Schäffer 1855
- Bucculatrix arnicella Braun 1925
- Bucculatrix artemisiella Herrich-Schäffer, 1855
- Bucculatrix asphyctella Meyrick 1880
- Bucculatrix atagina Wocke-Hein.
- Bucculatrix atrosignata Braun 1963
- Bucculatrix aurimaculella Stainton 1849
- Bucculatrix auripicta Matsumura 1931
- Bucculatrix basifuscella Staudinger 1880
- Bucculatrix benacicolella Hartig, 1937
- Bucculatrix benenotata Braun 1963
- Bucculatrix bicolorella Chrétien 1915
- Bucculatrix bicristata Braun 1963
- Bucculatrix boyerella Duponchel 1840
- Bucculatrix brunnescens Braun 1963
- Bucculatrix caenothiella Braun 1918
- Bucculatrix callistricha Braun 1963
- Bucculatrix canadensis Chambers 1875
- Bucculatrix canariensis Walsingham 1908
- Bucculatrix cantabricella Chrétien 1898
- Bucculatrix capitialbella Chambers 1873
- Bucculatrix capreella Krogerus, 1952
- Bucculatrix carolinae Braun 1963
- Bucculatrix castaneae Klimesch 1950
- Bucculatrix ceanothiella Braun 1918
- Bucculatrix ceibae Zeller 1871
- Bucculatrix centaureae Deschka 1973
- Bucculatrix centroptila Meyrick 1934
- Bucculatrix cerina Braun 1963
- Bucculatrix chrysanthenella Rebel 1906
- Bucculatrix chrysothamni Braun 1925
- Bucculatrix cidarella Zeller 1839
- Bucculatrix cirrhographa Meyrick 1915
- Bucculatrix clavenae Klimesch 1950
- Bucculatrix clerotheta Meyrick 1915
- Bucculatrix columbiana Braun 1963
- Bucculatrix concolorella Tengström 1848
- Bucculatrix coniforma Braun 1963
- Bucculatrix copeuta Meyrick 1919
- Bucculatrix coronatella Clemens 1860
- Bucculatrix crataegi Zeller, 1839
- Bucculatrix crataegifoliella Duponchel 1843
- Bucculatrix crateracma Meyrick 1918
- Bucculatrix crescentella Braun 1916
- Bucculatrix cristatella Zeller, 1839
- Bucculatrix criticopa Meyrick 1915
- Bucculatrix cuneigera Meyrick 1919
- Bucculatrix curvilineatella Packard 1869
- Bucculatrix demaryella Duponchel
- Bucculatrix diacapna Meyrick 1920
- Bucculatrix disjuncta Braun 1963
- Bucculatrix divisa Braun 1925
- Bucculatrix domicola Braun 1963
- Bucculatrix dulcis Meyrick 1913
- Bucculatrix eclecta Braun 1963
- Bucculatrix edocta Meyrick 1921
- Bucculatrix enceliae Braun 1963
- Bucculatrix epibathra Meyrick 1934
- Bucculatrix eremospora Meyrick 1936
- Bucculatrix ericameriae Braun 1963
- Bucculatrix errans Braun 1920
- Bucculatrix eschatias Meyrick 1916
- Bucculatrix eucalypti] Meyrick 1880
- Bucculatrix eugrapha Braun 1963
- Bucculatrix eupatoriella Braun 1918
- Bucculatrix eurotiella Walsingham 1907
- Bucculatrix evanescens Braun 1963
- Bucculatrix exedra Meyrick 1915
- Bucculatrix facilis Meyrick 1911
- Bucculatrix fatigatella Heyden 1863
- Bucculatrix firmionella Inoue et al. 1982
- Bucculatrix flexuosa Walsingham 1897
- Bucculatrix floccosa Braun 1923
- Bucculatrix flourensiae Braun 1963
- Bucculatrix frangulella Göze
- Bucculatrix franseriae Braun 1963
- Bucculatrix fugitana Braun 1930
- Bucculatrix fusicola Braun 1920
- Bucculatrix galeodes Meyrick 1913
- Bucculatrix gnaphaliella Treitschke 1833
- Bucculatrix gossypiella Morrill 1927
- Bucculatrix gossypii Turner 1926
- Bucculatrix gracilella Frey
- Bucculatrix hagnopis Meyrick 1930
- Bucculatrix helichrysella Constant, 1890
- Bucculatrix herbalbella Chrétien 1915
- Bucculatrix hippocastanella Duponchel 1840
- Bucculatrix hipsiphila Meyrick 1915
- Bucculatrix humiliella Herrich-Schäffer 1855
- Bucculatrix hypocypha Meyrick 1936
- Bucculatrix hypsiphila Meyrick 1915
- Bucculatrix ilecella Busck 1915
- Bucculatrix illecebrosa Braun 1963
- Bucculatrix imitatella Herrich-Schäffer 1855
- Bucculatrix immaculatella Chambers 1875
- Bucculatrix improvisa Braun 1963
- Bucculatrix inchoata Meyrick 1913
- Bucculatrix increpata Meyrick 1915
- Bucculatrix infans Staudinger 1880
- Bucculatrix ingens Scoble & Scholtz
- Bucculatrix insolita Braun 1918
- Bucculatrix instigata Meyrick 1915
- Bucculatrix inusitata Braun 1963
- Bucculatrix ivella Busck 1900
- Bucculatrix jugicola Wocke 1876
- Bucculatrix kimballi Braun 1963
- Bucculatrix koebelella Busck 1909
- Bucculatrix laciniatella Benander, 1931
- Bucculatrix lassella Meyrick 1880
- Bucculatrix latella Braun 1918
- Bucculatrix lavaterella Milliére
- Bucculatrix lenis Meyrick 1913
- Bucculatrix leptalea Braun 1963
- Bucculatrix leucanthemella Constant, 1895
- Bucculatrix litigiosella Zeller 1875
- Bucculatrix locuples Meyrick 1919
- Bucculatrix longula Braun 1963
- Bucculatrix loxoptila Meyrick 1914
- Bucculatrix lustrella Snellen 1884
- Bucculatrix luteella Chambers 1873
- Bucculatrix luteiciliella Tengström
- Bucculatrix magnella Chambers 1875
- Bucculatrix maritima Stainton
- Bucculatrix melipecta Meyrick 1914
- Bucculatrix mellita Meyrick 1915
- Bucculatrix mendax Meyrick 1918
- Bucculatrix merei Pelham-Clinton 1967
- Bucculatrix mesoporphyra Turner 1933
- Bucculatrix micropunctata Braun 1963
- Bucculatrix monelpis Meyrick 1928
- Bucculatrix montana Braun 1920
- Bucculatrix myricae Ragonot 1879
- Bucculatrix nebulosa Meyrick 1915
- Bucculatrix needhami Braun 1956
- Bucculatrix nigricomella Zeller, 1839
- Bucculatrix nigripunctella Braun 1923
- Bucculatrix niveella Chambers 1875
- Bucculatrix noltei Petry, 1912
- Bucculatrix obscurella Klemensiewicz
- Bucculatrix ochrisuffusa Braun 1963
- Bucculatrix ochritincta Braun 1963
- Bucculatrix ochromeris Meyrick 1928
- Bucculatrix oncota Meyrick 1919
- Bucculatrix oppositella Staudinger 1880
- Bucculatrix packardella Chambers 1873
- Bucculatrix paliuricola Kuznetsov 1956
- Bucculatrix pallidula Braun 1963
- Bucculatrix pannonica Deschka 1982
- Bucculatrix paroptila Braun 1963
- Bucculatrix parthenica Bradley 1990
- Bucculatrix parvinotata Braun 1963
- Bucculatrix perfixa Meyrick 1915
- Bucculatrix pertenuis Braun 1918
- Bucculatrix pertusella Zeller 1877
- Bucculatrix phagnalella Walsingham 1908
- Bucculatrix platyphylla Braun 1963
- Bucculatrix plucheae Braun 1963
- Bucculatrix polymniae Braun 1963
- Bucculatrix polytita Braun 1963
- Bucculatrix pomifoliella Clemens 1860
- Bucculatrix pomonella Packard 1880
- Bucculatrix porthmis Meyrick 1908
- Bucculatrix praecipua Meyrick 1918
- Bucculatrix pseudosylvella Rebel 1941
- Bucculatrix ptochastis Meyrick 1893
- Bucculatrix pyrivorella Kuroko 1964
- Bucculatrix quadrigemina Braun 1918
- Bucculatrix quieta Meyrick 1913
- Bucculatrix quinquenotella Chambers 1875
- Bucculatrix ramallahensis Amsel 1935
- Bucculatrix ratisbonnensis Stainton
- Bucculatrix recognita Braun 1963
- Bucculatrix regaella Chrétien 1907
- Bucculatrix reisseri Hartig 1940
- Bucculatrix rhamniella Herrich-Schäffer 1855
- Bucculatrix rhamnifoliella Treitschke 1833
- Bucculatrix rhombophora Meyrick 1926
- Bucculatrix rileyi Frey & Boll 1876
- Bucculatrix ruficoma Meyrick 1931
- Bucculatrix saccharata Meyrick 1915
- Bucculatrix salutatoria Braun 1925
- Bucculatrix santolinella Walsingham 1898
- Bucculatrix scoticella Herrich-Schäffer 1855
- Bucculatrix seneciensis Braun 1963
- Bucculatrix seorsa Braun 1963
- Bucculatrix separabilis Braun 1963
- Bucculatrix sexnotata Braun 1927
- Bucculatrix simulans Braun 1963
- Bucculatrix sircomella Stainton 1848
- Bucculatrix solidaginiella Braun 1963
- Bucculatrix sororcula Braun 1963
- Bucculatrix speciosa Braun 1963
- Bucculatrix spectabilis Braun 1963
- Bucculatrix sphaeralceae Braun 1963
- Bucculatrix spinachristi Amsel 1935
- Bucculatrix sporobolella Busck 1909
- Bucculatrix staintonella Chambers 1878
- Bucculatrix statica Meyrick 1921
- Bucculatrix stictopus Walsingham 1914
- Bucculatrix subnitens Walsingham 1914
- Bucculatrix taeniola Braun 1963
- Bucculatrix tanymorpha Meyrick 1915
- Bucculatrix telaviviella Amsel 1935
- Bucculatrix tenebricosa Braun 1925
- Bucculatrix tertrella Braun 1910
- Bucculatrix tetanota Meyrick 1918
- Bucculatrix thoracella Thunberg 1794
- Bucculatrix thurberiella Busck 1914
- Bucculatrix transversata Braun 1910
- Bucculatrix transversella Caradja 1920
- Bucculatrix tridenticola Braun 1963
- Bucculatrix trifasciella Clemens 1866
- Bucculatrix turatii Standfuss, 1887
- Bucculatrix ulmella Zeller, 1848
- Bucculatrix ulmifoliae Hering 1931
- Bucculatrix ulocarena Turner 1923
- Bucculatrix unipuncta Walsingham 1897
- Bucculatrix univoca Meyrick 1918
- Bucculatrix valesiaca Frey 1870
- Bucculatrix variabilis Braun 1910
- Bucculatrix verax Meyrick 1918
- Bucculatrix vetustella Stainton 1846
- Bucculatrix viguierae Braun 1963
- Bucculatrix xanthophylla Meyrick, 1931
- Bucculatrix xenaula Meyrick 1893
- Bucculatrix zizyphella Chrétien 1907
- Bucculatrix zophopasta Braun 1963